# Arrest Bierbrouwerij I
Het eerste arrest Bierbrouwerij, ook wel bekend als Bos/Heineken (HR 25 januari 1929, ECLI:NL:HR:1929:392, NJ 1929, p. 616) is een arrest van de Nederlandse Hoge Raad waarin eigendomsoverdracht tot zekerheid door de Hoge Raad werd geaccepteerd. Het geldt in de rechtswetenschap als standaardarrest.

## Casus
Bos, eigenaar van een koffiehuis in Sneek, ontving op 8 augustus 1924 van Heineken Brouwerij een lening van 6000 gulden. Als onderpand diende de inventaris van het koffiehuis en een vierde hypotheek op het gebouw. Daartoe was eveneens op 8 augustus de inventaris voor 2000 gulden –met recht van terugkoop– aan de brouwerij verkocht en in bruikleen terugontvangen. Kortom, een rechtsfiguur die sinds dit arrest bekend is als eigendomsoverdracht tot zekerheid. Toen Bos op 18 december 1924 failliet ging werd de bruikleen-overeenkomst opgezegd. De curator weigerde om de spullen af te geven, waarop Heineken beslag liet leggen op de inventaris.

## Procesgang
Heineken vordert dat het revindicatoir beslag van waarde wordt verklaard, dat de curator tot afgifte van de spullen wordt verplicht en dat de curator schadevergoeding moet betalen. In reconventie eist de curator dat de overeenkomst nietig wordt verklaard, immers in strijd met de wet.
De rechtbank heeft de curator in het gelijk gesteld en de overeenkomst nietig verklaard. In hoger beroep heeft het hof Heineken in het gelijk gesteld. Het cassatieberoep van de curator is verworpen. Derhalve werd eigendomsoverdracht tot zekerheid als rechtsfiguur door de Hoge Raad erkend.

### Hof
De curator stelde dat een schijnovereenkomst was aangegaan, omdat een pandrecht zou zijn gevestigd op een wijze waar de wet niet in voorziet. Het hof overwoog:

dat eene schijnovereenkomst ten deze niet aanwezig is, daar partijen niet hebben bedoeld enige andere overeenkomst te sluiten dan die, welke zij hebben aangegaan en in de voormelde akte is neergelegd, en voorts, dat de aangegane overeenkomst, als niet in strijd met de wet, geldig is,

### Hoge Raad
De Hoge Raad besliste dat de strekking van de overeenkomst inhield, dat de inventaris van het koffiehuis zou dienen tot zekerheid van een verstrekte geldlening. De overeenkomst was volgens de Hoge Raad niet ongeoorloofd, geen ontduiking van de wet en niet in strijd met de goede zeden. De Hoge Raad overwoog:

dat dus de strekking der overeenkomst, datgene wat partijen beogen door haar te bewerken, hierin bestaat, dat de inventaris van Bos zou strekken tot zekerheid van de door dezen aangegane geldleening en hiermee de oorzaak der gesloten overeenkomst is vastgesteld;
dat die oorzaak niet ongeoorloofd is; (...);
dat ook eene ongeoorloofde wetsontduiking ten deze niet is aan te nemen; (...);
dat voorts strijd met de goede zeden niet aanwezig is; (...);
terwijl verder de enige door de wet voorziene overeenkomst beoogende roerend goed als zekerheid van schulden te doen strekken –de pandovereenkomst– om voor de hand liggende redenen van practischen aard in dit geval voor partijen te eenen male ondoeltreffend en dus uitgesloten was;

## Relevantie
Eigendomsoverdracht tot zekerheid werd sinds het Brouwerij-arrest van 1929 door de Hoge Raad geaccepteerd. Nadien is het (tot 1992) in een reeks van arresten geïntegreerd in het systeem van zakelijke zekerheidsrechten. Zodoende is in jurisprudentie een nieuw zakelijk zekerheidsrecht gecreëerd naast pand en hypotheek, wat zeer opmerkelijk is in een gesloten systeem van zakelijke rechten.
Met de invoering van het nieuw Burgerlijk Wetboek in 1992 werd stil pand mogelijk (art. 3:237+329 BW), terwijl fiduciaire eigendom werd verboden (art. 3:84 lid 3 BW). Bestaande fiduciaire eigendom werd van rechtswege omgezet in stil pandrecht (art. 86 jo 68a Overgangswet NBW).